# Andreas Dückstein
Andreas Dückstein (ur. 2 sierpnia 1927 w Budapeszcie, zm. 28 sierpnia 2024) – austriacki szachista, mistrz międzynarodowy od 1956 roku.

## Kariera szachowa
Na Węgrzech mieszkał do 22. roku życia. Od połowy lat 50. do połowy lat 70. XX wieku należał do ścisłej czołówki austriackich szachistów. Trzykrotnie (1954, 1956, 1977) zdobył tytuł indywidualnego mistrza kraju. Pomiędzy 1956 a 1988 dziewięciokrotnie (w tym 4 razy na I szachownicy) wystąpił na szachowych olimpiadach, dwukrotnie zdobywając złote medale za wyniki indywidualne (1956, 1974, w obu przypadkach na II szachownicy). Poza tym, w 1989 reprezentował Austrię na drużynowych mistrzostwach Europy w Hajfie.
W 1991 odniósł jeden z największych sukcesów w karierze, zdobywając w Bad Wörishofen brązowy medal mistrzostw świata „weteranów” (zawodników pow. 60. roku życia). Do innych turniejowych sukcesów zaliczyć może również:
- V m. w Hastings (1958/59, za Wolfgangiem Uhlmannem, Lajosem Portischem, Erno Gerebenem i Klausem Dargą),
- dz. II m. w Berg en Dal (1960, turniej strefowy, za Friðrikiem Ólafssonem, wspólnie z Rudolfem Teschnerem, a przed m.in. Bentem Larsenem),
- II m. w Arlesheim (1961, za Maxem Blau),
- IV m. w Grazu (1961, za Ludkiem Pachmanem, Klausem Dargą i Vasją Pircem),
- dz. IV m. w Wiedniu (1961, za Jurijem Awerbachem, Miroslavem Filipem i Gedeonem Barczą, wspólnie z Karlem Robatschem i Wolfgangiem Uhlmannem),
- III m. w Amsterdamie (1964, turniej IBM, za Bentem Larsenem i Janem Heine Donnerem),
- IV m. w Palma de Mallorca (1965, za Arturo Pomarem Salamnca, Albéricem O’Kellym de Galwayem oraz Klausem Dargą),
- dz. IV m. w Amsterdamie (1966, turniej IBM-B, za Jensem Enevoldsenem, Eddie Schollem i Theodorem Ghițescu, wspólnie z Aleksandrem Konstantynopolskim),
- dz. II m. w memoriale Carla Schlechtera w Gloggnitz (1971, za Vlastimilem Hortem, wspólnie z Predragiem Ostojiciem),
- dz. III m. w Birsecku (1971, za Gedeonem Barczą i Stefano Tatai, wspólnie z Heinzem Schaufelbergerem),
- II m. w Wiedniu (1979, turniej IBM, za Franzem Hölzlem(inne języki)).

Oprócz tego był wielokrotnym zwycięzcą mistrzostw Wiednia.
Najwyższy ranking w karierze osiągnął 1 stycznia 1975, z wynikiem 2430 punktów zajmował wówczas 2. miejsce (za Karlem Robatschem) wśród austriackich szachistów. Według retrospektywnego systemu Chessmetrics, w styczniu 1957 zajmował 56. miejsce na świecie.